# Williot Swedberg
Williot Theo Swedberg (Stoccolma, 1º febbraio 2004) è un calciatore svedese, centrocampista del Celta Vigo.

## Biografia
Nato e cresciuto a Stoccolma, Swedberg ha vissuto anche a Valencia, in Spagna, per tre anni durante la sua infanzia. Ha iniziato a giocare nelle giovanili del Sickla IF, una squadra locale. Nel 2011, all'età di 7 anni, è entrato a far parte del settore giovanile dell'Hammarby. Nel 2019 ha svolto un provino con il Tottenham.
È il figlio degli ex calciatori professionisti Hans Eskilsson e Malin Swedberg.

## Caratteristiche tecniche
Giocatore tecnico dotato di un buon piede destro, ama inserirsi negli spazi vuoti creati dagli avversari, portando spesso la palla in area di rigore per creare azioni da gol. È stato paragonato a Thomas Müller e Donny van de Beek.
Nel 2021, è stato inserito nella lista "Next Generation" dei sessanta migliori talenti nati nel 2004, redatta dal quotidiano inglese The Guardian.

## Carriera

### Club
Nel 2020, Swedberg è stato mandato in prestito al Frej, società affiliata all'Hammarby e militante nell'Ettan, la terza divisione svedese, con la quale ha anche debuttato nel calcio professionistico. A fine anno il Frej, rimasto in Ettan, si è trasformato nell'Hammarby TFF, di fatto la squadra riserve dell'Hammarby, con cui Swedberg ha disputato la prima metà della stagione 2021.
L'11 luglio 2021, ha esordito con la prima squadra nell'Allsvenskan, nella vittoria in casa per 5-1 contro il Degerfors, entrando dalla panchina al 79' e segnando due minuti dopo. Poco dopo il suo esordio, ha attirato l'attenzione dei club danesi del Brøndby e del Midtjylland. Il 12 agosto ha firmato il suo primo contratto da professionista con l'Hammarby, valido fino al 2024. Ha giocato cinque partite con la squadra nei turni preliminari di Europa Conference League, dopo aver eliminato Maribor (4-1 risultato aggregato) e Čukarički (6-4 risultato aggregato, realizzando anche un gol). L'avventura dell'Hammarby è terminata ai play-off, quando la squadra viene eliminata dal Basilea dopo i calci di rigore (4-4 nel globale). Nell'ottobre 2021, Swedberg è stato inserito nella lista del The Guardian dei 60 migliori giovani talenti nati nel 2004.
Il 23 febbraio 2022, Swedberg era stato vicino a unirsi alla Lokomotiv Mosca per una cifra dichiarata di circa 4,5 milioni di euro, ma l'accordo alla fine è saltato a causa di motivi amministrativi e dell'instabilità politica a seguito dell'invasione russa dell'Ucraina. Ha così continuato a giocare nell'Hammarby, venendo nel frattempo premiato come miglior giocatore del mese di aprile dell'intera Allsvenskan.
Il 17 giugno 2022 firma un contratto quinquennale con il Celta Vigo valido a partire dal 1º luglio seguente.

### Nazionale
Ha giocato nelle nazionali giovanili svedesi Under-15, Under-16, Under-18 ed Under-19.
Nel 2024 ha esordito in nazionale maggiore.

## Statistiche

### Presenze e reti nei club
Statistiche aggiornate al 17 giugno 2022.
| Stagione        | Squadra         | Campionato      | Campionato | Campionato | Coppe nazionali | Coppe nazionali | Coppe nazionali | Coppe continentali | Coppe continentali | Coppe continentali | Altre coppe | Altre coppe | Altre coppe | Totale | Totale |
| Stagione        | Squadra         | Comp            | Pres       | Reti       | Comp            | Pres            | Reti            | Comp               | Pres               | Reti               | Comp        | Pres        | Reti        | Pres   | Reti   |
| --------------- | --------------- | --------------- | ---------- | ---------- | --------------- | --------------- | --------------- | ------------------ | ------------------ | ------------------ | ----------- | ----------- | ----------- | ------ | ------ |
| ago.-nov. 2020  | Frej            | E               | 16         | 0          |                 | -               | -               |                    | -                  | -                  |             | -           | -           | 16     | 0      |
| apr.-lug. 2021  | Hammarby TFF    | S1              | 11         | 1          |                 | -               | -               |                    | -                  | -                  |             | -           | -           | 11     | 1      |
| lug.-dic. 2021  | Hammarby        | A               | 19         | 2          | CS              | 1               | 0               | UECL               | 5                  | 1                  |             | -           | -           | 25     | 3      |
| 2022            | Hammarby        | A               | 10         | 5          | CS              | 6               | 0               |                    | -                  | -                  |             | -           | -           | 16     | 5      |
| Totale Hammarby | Totale Hammarby | Totale Hammarby | 29         | 7          |                 | 7               | 0               |                    | 5                  | 1                  |             | -           | -           | 41     | 8      |
| Totale carriera | Totale carriera | Totale carriera | 56         | 8          |                 | 7               | 0               |                    | 5                  | 1                  |             | -           | -           | 68     | 9      |

### Cronologia presenze e reti in nazionale
| Cronologia completa delle presenze e delle reti in nazionale ― Svezia | Cronologia completa delle presenze e delle reti in nazionale ― Svezia | Cronologia completa delle presenze e delle reti in nazionale ― Svezia | Cronologia completa delle presenze e delle reti in nazionale ― Svezia | Cronologia completa delle presenze e delle reti in nazionale ― Svezia | Cronologia completa delle presenze e delle reti in nazionale ― Svezia | Cronologia completa delle presenze e delle reti in nazionale ― Svezia | Cronologia completa delle presenze e delle reti in nazionale ― Svezia |
| Data                                                                  | Città                                                                 | In casa                                                               | Risultato                                                             | Ospiti                                                                | Competizione                                                          | Reti                                                                  | Note                                                                  |
| --------------------------------------------------------------------- | --------------------------------------------------------------------- | --------------------------------------------------------------------- | --------------------------------------------------------------------- | --------------------------------------------------------------------- | --------------------------------------------------------------------- | --------------------------------------------------------------------- | --------------------------------------------------------------------- |
| 8-6-2024                                                              | Solna                                                                 | Svezia                                                                | 0 – 3                                                                 | Serbia                                                                | Amichevole                                                            | -                                                                     | 62’                                                                   |
| Totale                                                                |                                                                       | Presenze                                                              | 1                                                                     |                                                                       | Reti                                                                  | 0                                                                     |                                                                       |